# Chocholá
Chocholá, es una localidad del estado de Yucatán, México, cabecera del municipio homónimo ubicada aproximadamente 26 kilómetros al suroeste de la ciudad de Mérida, capital del estado, entre las localidades de Kopomá y Umán.

## Toponimia
El toponímico Chocholá significa en idioma maya el lugar de agua salobre por provenir de los vocablos chhochhol, salobre y á contracción de há agua. 

## Datos históricos
Chocholá está enclavado en el territorio que fue la jurisdicción de los Ah Canul antes de la conquista de Yucatán.
Sobre la fundación de la localidad no se conocen datos precisos antes de la conquista de Yucatán por los españoles. Se sabe, sin embargo, que durante la colonia estuvo bajo el régimen de las encomiendas.
Del 6 al 14 de diciembre de 1823, después de la independencia de Yucatán, Chocholá fue escenario de una batalla entre el ejército republicano al mando de Manuel Cepeda Peraza y el ejército conservador bajo las órdenes del coronel Felipe Navarrete, en el que este último fue derrotado. 

## Sitios de interés Turístico
En Chocholá se encuentra el casco de la exhacienda de Chocholá. También un templo en el que se venera a la Purísima Concepción que data de la época colonial.
En las inmediaciones existen diversos vestigios arqueológicos de la cultura maya precolombina.